# Ivry-sur-Seine
Ivry-sur-Seine je francouzské město v departementu Val-de-Marne, v regionu Ile-de-France. Leží zhruba 5,3 km jihovýchodním směrem od centra Paříže. Má samostatnou správu, ale je součástí městské aglomerace Grand Paris.

## Etymologie
Do 19. století se oblast nazývala pouze Ivry. Jméno Ivry je galského původu, původně znělo Eburiacum, z něj byly odvozeny varianty středověkého Ivriacum či Ibriacum. V roce 1897 se začal používat dnes oficiální název Ivry-sur-Seine, který znamená Ivry nad Seinou.

## Historie
Nejstarší osídlení je doloženo archeologickými nálezy z blízkosti Seiny z doby před 4000 lety. V následujícím období osídlení Kelty bylo území osady dobýváno Římany. Roku 52 před naším letopočtem je dobyl oddíl Parisiů pod vedením velitele Camulogena. Po něm přitáhly oddíly Julia Caesara pod vedením Labiéna.
Legenda spojuje christianizaci místa, stejně jako celého kraje, s galským poustevníkem a misionářem svatým Frambourgem (Fraimbaultem z Lassay). Žil v letech 500–570 a měl stát u založení první svatyně za panování královny Adelaidy. V 9. století získala toto území s vesnicí královská kapitula katedrály Notre-Dame v Paříži, která zde ve 12.–13. století zbudovala kamenný kostel sv. Petra a Pavla. Pozemky byly využívány zemědělsky, zejména k pěstování obilí. V 17. století zde vznikly rozsáhlé klenuté kamenné prostory podzemní sýpky, jež jsou ojedinělou památkou svého druhu (projekt nové výstavby z roku 2016 počítá s jejich zbořením). V téže době se zde začaly stavět venkovské rezidence pařížské šlechty.
V 19. století město získalo průmyslový charakter, pálily se zda keramické obkladačky na dekoraci fasád domů, dále zde byla čokoládovna, pivovar a řada menších provozů.
V oblasti byla věznice, kde byl popraven například Jean-Marie Bastien-Thiry.

## Památky

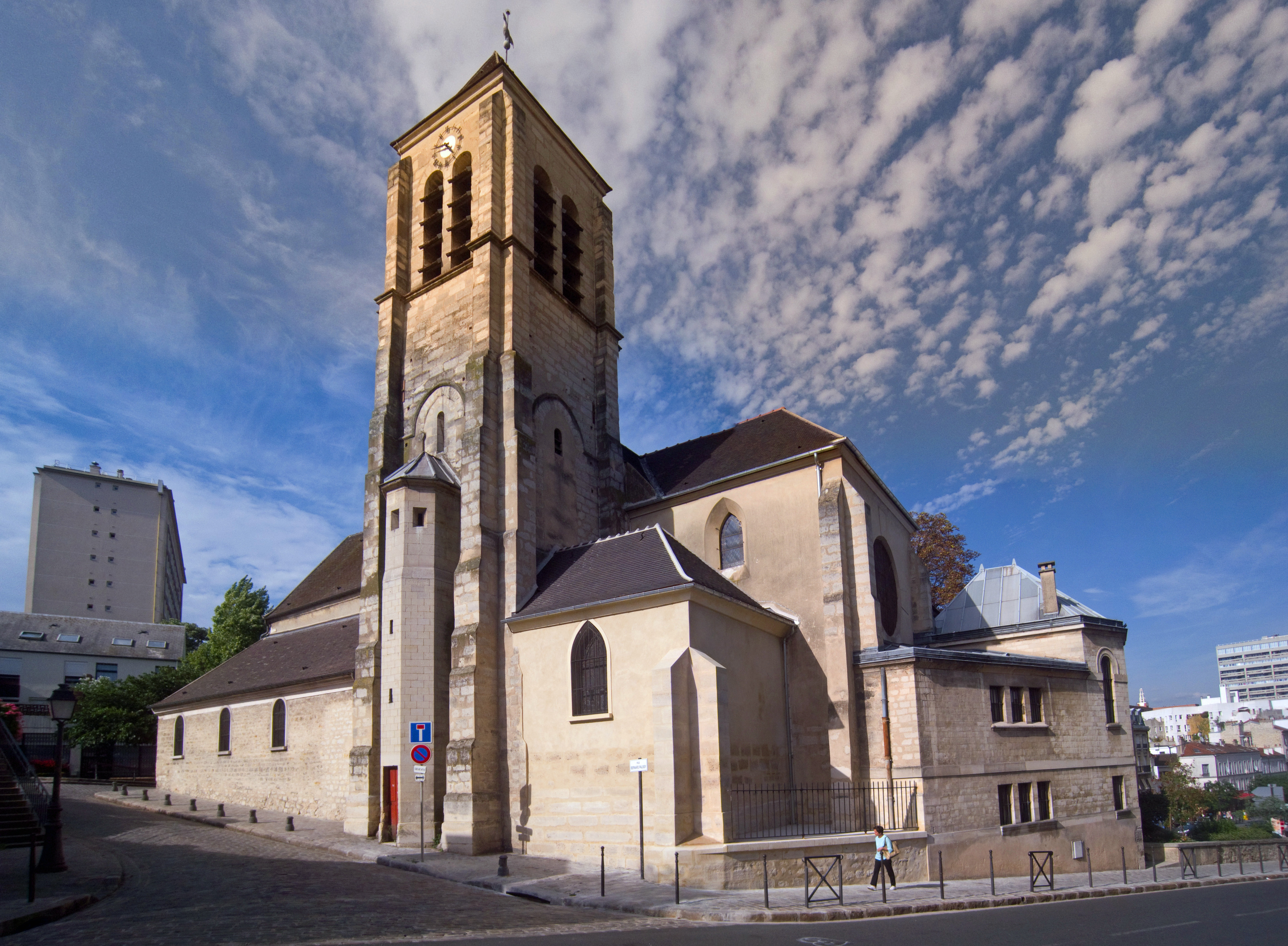
Kostel sv. Patra a Pavla od severovýchodu

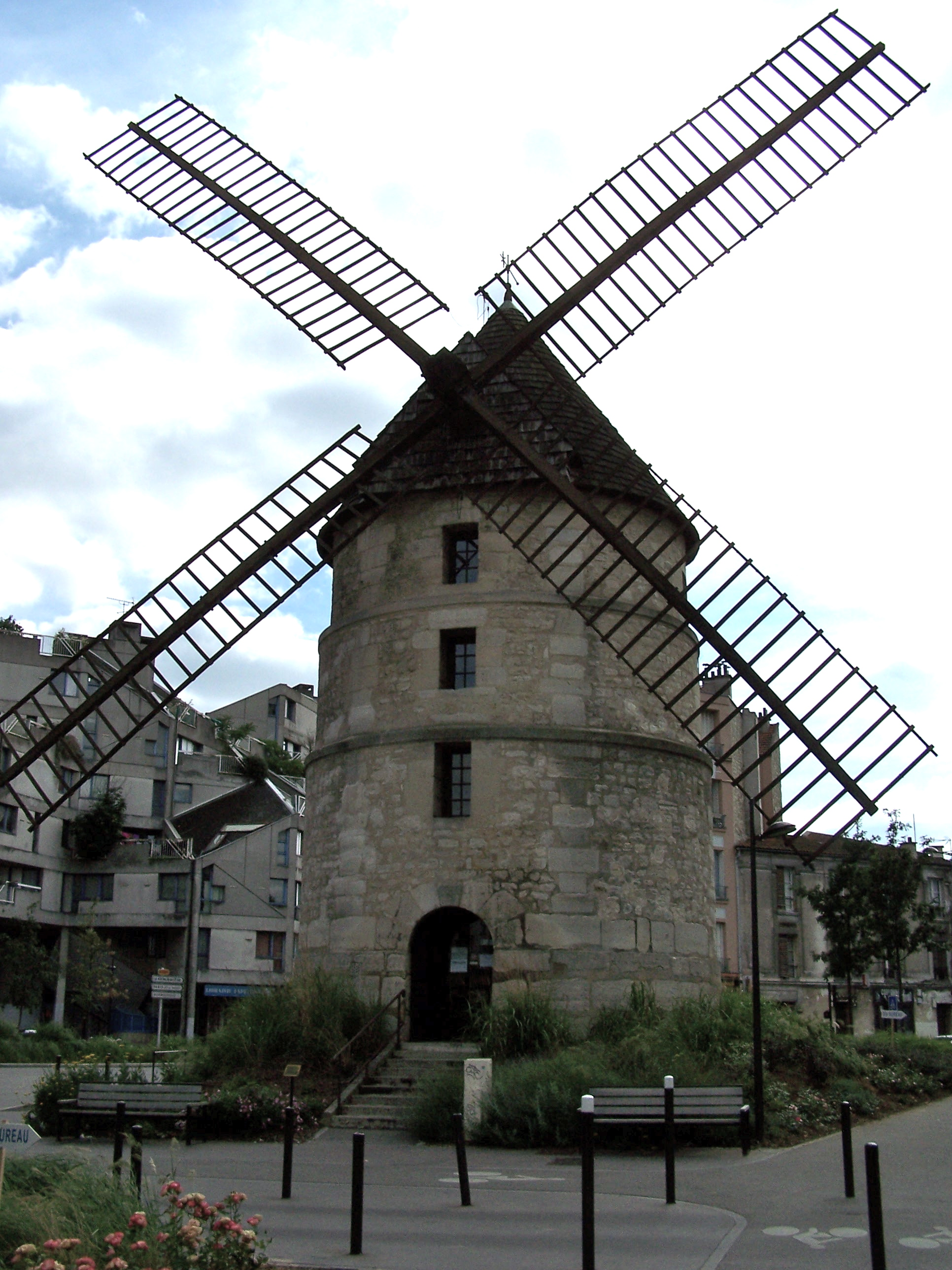
Věž větrného mlýna

- Kostel sv. Petra a Pavla je významná architektura románsko-gotického slohu 12.–13. století; trojlodní, původně plochostropá bazilika má jižní loď románskou. Byla dostavěná v době renesance, barokní obraz sv. Petra a Pavla z hlavního oltáře je umístěn na západní stěně u vchodu, na dřevěném ostění chóru je dřevořezba sv. Frambourga v biskupské mitře. Dále jsou pozoruhodné tři obrazy: Nanebevzetí Marie Magdalény, Svaté rodiny a sv. Petra se Svatopetrskou baziilikou v pozadí, všechny z 1.třetiny 19. století.
- Socha sv. Frambourga před kostelem – kolem 1900, replika z umělého kamene
- radnice
- větrný mlýn (Moulin de la Touir)
- komplex obytných domů ze 70. let 20. století
- nemocnice
- městský hřbitov s pomníkem obětem první světové války
- mešita
- železniční nádraží

## Doprava
Po polovině 19. století spojila město s Paříží železnice. V současnosti tudy vede pařížské metro linky č. 7, jehož trasa má ve městě tři stanice a končí u radnice (Mairie d'Ivry). Dále městem prochází rychlodráha RER a příměstská autobusová doprava.

## Vzdělání
- Polytechnický ústav vyšších věd

## Náboženství
Ve městě je rovnoměrně zastoupena křesťanská, židovská a islámská komunita.

## Vývoj počtu obyvatel
Počet obyvatel

## Osobnosti
- Nicolas Appert (1749–1841), vynálezce konzervace potravin na základě kombinace uskladnění v hermeticky uzavřené nádobě a tepelné sterilizace
- Antonin Artaud (1896–1948), básník a divadelník
- Maurice Thorez (1900–1964), politik a dlouhodobý vůdce francouzské komunistické strany (PCF)
- Jean-Marie Bastien-Thiry (1927–1963), důstojník, jeden z vůdců spiknutí a neúspěšného atentátu OAS proti francouzskému prezidentovi Charlesi de Gaullovi
- Hélène Larroche-Dub (1924–2022) – francouzská publicistka českého původu, působí ve městě 70 let.

## Partnerská města
- Brandenburg an der Havel, Německo, 1963
- Wear Valley District, Spojené království, 1962